# Félix Belencoso
Félix Belencoso Abiétar (Fuentealbilla, Albacete, 19 de julio de 1946 - Valencia, 6 de septiembre de 2023) fue un actor y director teatral español.

## Obras como actor (selección)
- Juego de niños - Víctor Ruiz Iriarte.
- Fablilla del secreto bien guardado + Farsa y justicia del corregidor - Alejandro Casona.
- Ejercicio para cinco dedos - Peter Shaffer.
- Las viejas difíciles - Carlos Muñiz.
- Los cazadores - Paco Ignacio Taibo.[1]
- Technique de chambre de Manuel de Pedrolo.
- Woyzeck, de Georg Büchner.
- Amor de don Perlimplín con Belisa en su jardín de Federico García Lorca.
- Miles gloriosus de Plauto.
- La cerradura de Jean Tardieu.
- Gaviotas subterráneas de Alfonso Vallejo.[1]
- Nada a Pehuajó de Julio Cortázar.
- Antígona de Sófocles.
- Alma ausente de Maktubak, sobre textos de Federico García Lorca.
- De la noche al día de Félix Belencoso.

## Obras como director
- El triciclo de Fernando Arrabal.
- L'histoire de Woyzeck, según Georg Büchner.
- Un incendio provechoso de Félix Belencoso.
- El mal de la juventud de Ferdinand Bruckner.
- El asalariado de Eduardo Quiles.
- Engranajes, según Georg Büchner.
- Boulevard Tardieu, sobre textos de Jean Tardieu.
- La noche de las tríbadas de Per Olov Enquist.
- Antes del desayuno de Eugene O'Neill.
- Las galas del difunto de Valle-Inclán.
- Las troyanas de Eurípides.
- Marat-Sade de Peter Weiss.
- Otro sueño de una noche de verano, según William Shakespeare.
- Los días felices de Samuel Beckett.
- Os dejo la lluvia de Andrés Ruiz.
- La odisea fantástica de Ulises Jones, según Homero.
- Antígona de Sófocles.
- De la noche al día de Félix Belencoso.

## Traducciones y versiones
- L'histoire de Woyzeck, adaptación de la obra de Georg Büchner.
- El mal de la juventud de Ferdinand Bruckner.
- Engranajes, nueva adaptación de la obra Woyzeck de Georg Büchner.
- La cerradura, La ventanilla y Osvaldo y Zenaida de Jean Tardieu.
- Las troyanas, adaptación de la obra de Eurípides.
- Marat-Sade de Peter Weiss.
- Otro sueño de una noche de verano, adaptación de la obra de William Shakespeare.
- Los días felices de Samuel Beckett.
- La odisea fantástica de Ulises Jones, versión libre de la obra de Homero.
- Antígona, adaptación de la obra de Sófocles.

## Otros trabajos
- Problèmes et travaux pratiques de Jean Tardieu, emisión televisiva dirigida por Jaime Jaimes (actor).
- Un incendio provechoso o H.A.R.P.O. Marx es peligroso, obra de teatro (autor).
- Entrevistas en el Limbo, serie radiofónica de Máximo Pradera para Radio El País (actor).
- La nueva catacumba de Arthur Conan Doyle, adaptación radiofónica de Máximo Pradera (actor).
- La noche de los castillos, programa de Televisión Española (actor).
- Aquí hay negocio, serie de Televisión Española (actor).
- El último bolero, cortometraje de Guillermo Sempere y Pablo Nacarino (actor).
- Un año en la luna, largometraje de Antonio Gárate (actor).
- La materia invisible de los sueños, novela (Editorial Trafford) (autor).
- De la noche al día, obra de teatro (autor).